# Sierra del Escambray
Sierra del Escambray (Escambray-bergen) är en bergskedja på de centrala delarna av ön Kuba. Bergskedjan delas av provinserna Sancti Spíritus, Cienfuegos och Villa Clara.

## Översikt
Sierra del Escambray räknas som en av de tre större bergsområdena på ön, vid sidan av Sierra Maestra och Sierra de los Órganos. Escambray-bergen är belägna på sydkanten av den mitterska regionen på Kuba. De sträcker ut sig cirka 80 km från väster till öster och lika mycket från norr till söder. Bergskedjans högsta topp, Pico San Juan, når 1140 meter över havet.
Escambray-bergen delas upp i två delar genom floden Río Agabama som rinner genom dem. Den västliga delen benämns ibland Guamuahaya-bergen, samtidigt den östliga delen (mellan Trinidad och Sancti Spíritus) är mest känd som Sierra de Sancti Spíritus. Guamuahaya var det inhemska, arawakiska namnet för hela kedjan, före den europeiska koloniseringen.
Utöver Pico San Juan finns bergstoppar som Caballete de Casas, Gavilanes, Loma de Banao, Caja de Agua och Pico Tuerto. Bergen är till stora delar täckta av en djup regnskog. Den 18 kvadratmeter stora Hanabanillasjön är belägen i centrum av bergskedjan.
Topes de Collantes är ett komplex av fem sammanbundna naturreservat i den södra delen av Escambray-bergen. I parken ges skydd åt grottor, vattendrag, vattenfall och bergsklyftor. Valle de los Ingenios, vid den sydöstra foten av bergen, är ett av Unescos världsarv.

### Historia
Under det sista året före Kubas revolution var Che Guevara baserad i de djupa skogarna i området, på högplatån Caballete de Casas. Därefter var bergskedjan mellan 1959 och 1965 skådeplats för strider under Escambray-upproret. Bergen ingick även i en plan att ge skydd under Grisbuktsinvasionen, men den planen sattes aldrig i verket.

## Galleri

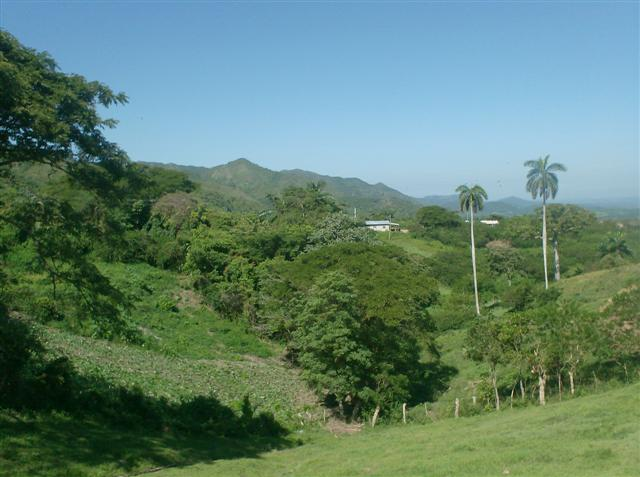
Escambray nära Hanabanilla-sjön i Villa Clara-provinsen.
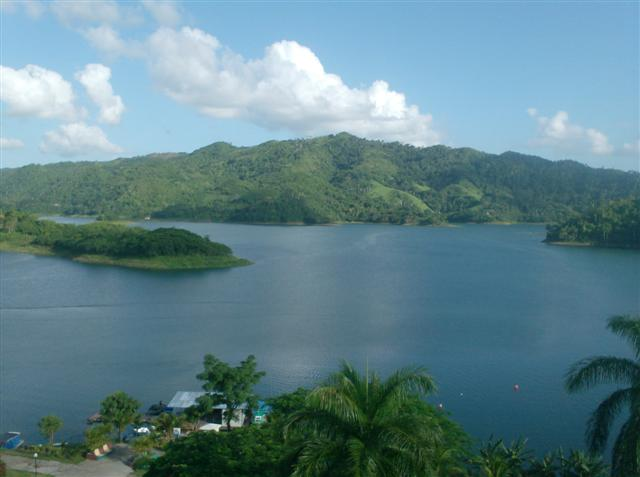
Hanabanilla-sjön, 364 meter över havet och cirka 40 meter djup.
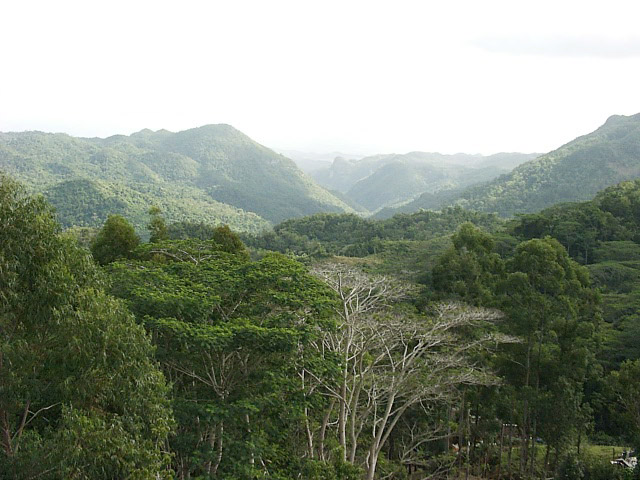
Tropisk regnskog nära hjärtat av Topes de Collantes i Sancti Spíritus-provinsen.
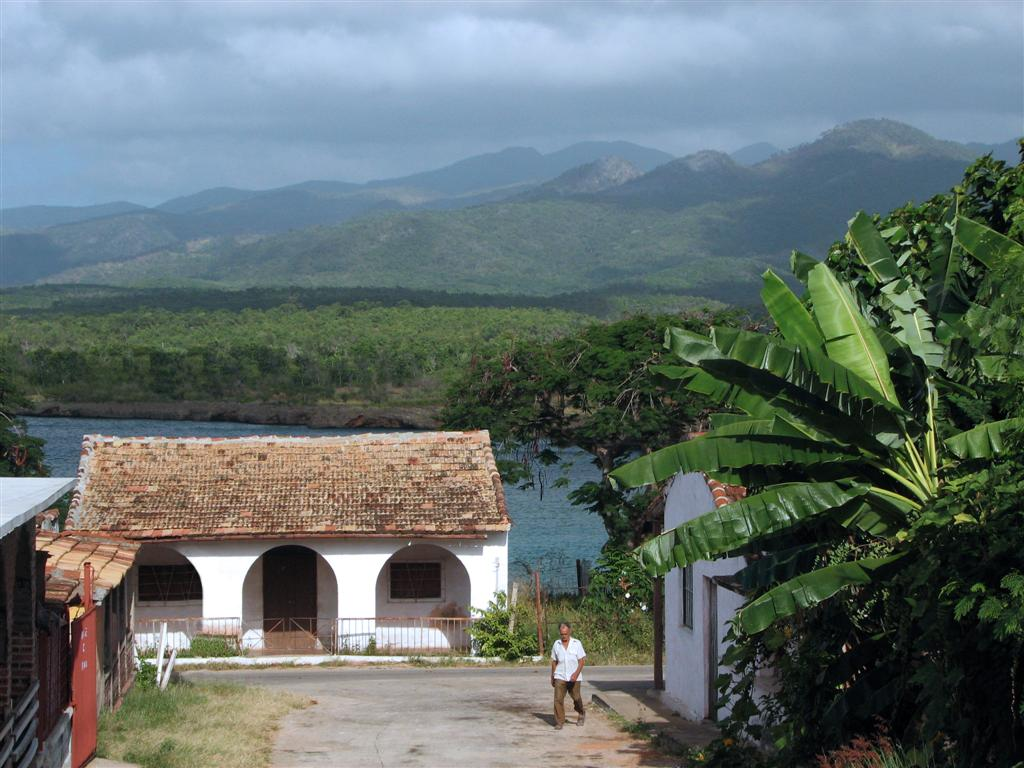
La Boca, fiskeläge nära Trinidad och med Escambray i fonden.
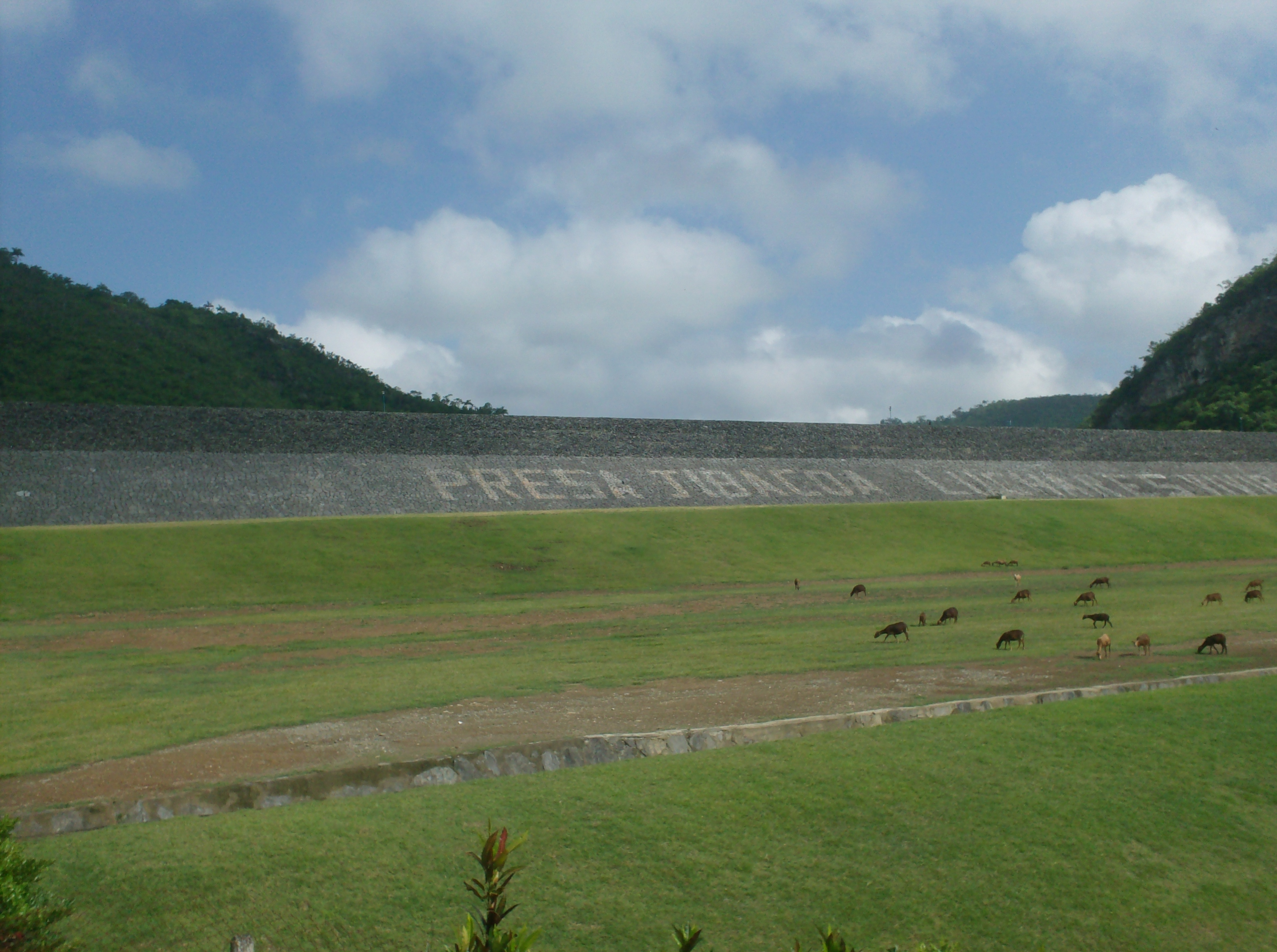
Hanabanilla-sjöns damm, i byn Jibacoa (Villa Clara-provinsen).